# Кинделан, Хуан де
Хуан (Жан) де Кинделан-и-О’Реган (исп. Jean de Kindelan; 7 декабря 1759, Понтеведра, Галисия — 13 ноября 1822, Париж) — военачальник, дивизионный генерал армии Наполеона. Первый командир пехотного полка «Жозеф-Наполеон». Участник наполеоновских войн в Северной Европе в 1809—1812 годах.

## Биография

Знамя пехотного полка «Жозеф-Наполеон»

Его отец, бригадир Королевской армии, военный губернатора Саморы, был ирландцем, который поселился в Испании.
Окончил колледж Сорезе. В возрасте 10 лет капралом начал военную службу Испании. В начале 1776 года — суб-лейтенант Ирландского полка испанской армии. В 1779 году — капитан королевской испанской армии.
В 1790—1793 годах служил в Африке, участник сражений в Марокко. В 1794—1795 годах принимал участие в военных действиях против Франции. В конце 1798 года произведён в бригадиры.
В 1799—1802 годах участвовал в военных действиях на греческих островах. С октября 1802 года — бригадный генерал.
С февраля 1807 года — генерал-инспектор линейной пехоты. В мае 1807 года был назначен командиром 2-го испанского соединения, направленного в состав французской армии. Через Лион, Безансон и Майер прибыл в Померанию. Действовал в составе дивизии генерала Молитора. Воевал в Штральзунде, позже его часть входила в состав войск маршала Бернадота в Гамбурге.
В марте 1808 года назначен командиром испанских оккупационных войск в Ютландии. Вместе с генералом Педро Ла Романой в ходе операции по эвакуации дивизии Романы был перевезен па британских кораблях в Испанию.
В декабре 1808 года перешёл на службу к королю Жозефу Бонапарту. С января 1809 года занимался в Нанси организацией испанского подразделения на французской службе, сформированного из 3 500 солдат бывших испанских полков «Asturias» и «Guadalajara», которым затем командовал. Генерал-лейтенант (14.11.1809).
С 13 февраля 1809 по 19 января 1812 года — командир пехотного полка «Жозеф-Наполеон». 28.5.1812 году получил чин дивизионного генерала французской армии и назначен генерал-инспектором испанских войск Великой армии.
После окончания военных действий остался во Франции. В мае 1816 года получил французское гражданство. В конце 1816 года вышел в отставку.
Похоронен на кладбище Пер-Лашез.

## Награды
- Офицер ордена Почётного легиона (1808),
- Рыцарь Королевского ордена Испании (1809),
- Кавалер ордена Святого Людовика (1814).